# Скарлатти, Франческо
Франческо Скарлатти (итал. Francesco Scarlatti, 5 декабря 1666, Палермо — приблизительно январь 1741) — итальянский композитор и музыкант эпохи барокко, брат известного композитора Алессандро Скарлатти и дядя Доменико Скарлатти; наставник Эмануэле д’Асторга.

## Биография
Франческо всю жизнь прожил в тени своих известных родственников; брата и племянника. Тем не менее, он сам был замечательным музыкантом и достиг на этом поприще определённых успехов.
Он родился 5 декабря 1666 года в Палермо, на Сицилии. Сицилия тогда контролировалась Неаполитанским королевством. Франческо поступил в знаменитую городскую консерваторию. Во время обучения, 17 февраля 1684 года, он становится виолончелистом Неаполитанского Королевского Двора. Это назначение вызвало споры: большое число неаполитанских музыкантов возмущалось стремительным взлётом молодого провинциала. По-видимому, при этом назначении не обошлось без влияния его брата, Алессандро, который в то время был капельмейстером вице-короля Неаполя.
В 1690 году он женится на Розалин де Альбано (итал. Rosalinda Albano). Она умирает в 1706 году, родив ему пятерых детей.
Позже Франческо путешествует по Европе. Он посещает Лондон в 1719; некоторые источники полагают, что его приглашает друг — Георг Фридрих Гендель, с которым он познакомился через несколько лет после своего отъезда из Италии. О его пребывании в Лондоне практически ничего не известно. Считается, что в основном он работал в театральных оркестрах. Скарлатти был рекомендован Герцогу Чандосскому, Джеймсу Бриджису Джоном Арбетнотом. Но Скарлатти предпочел отказаться от должности, даже несмотря на то, что на герцога работал Гендель.
С 1724 Франческо Скарлатти живёт в Дублине. Его должность называется 'Master of Musick'. Считается, что в Ирландии он заново женится. Сохранилась заметка дублинской газеты того времени: 'Jane Scarlatti, wife of Francis Scarlatti, Master of Musick, hath eloped from her said husband. This is to desire that nobody may give any credit to the said Jane Scarlatti on account of her said husband; for he will not pay any debts that she shall contract; nor answer any bills she may draw on him.'
Последняя известная информация о Франческо Скарлатти датируется 1741 годом. В ней говорится, что он предположительно не сможет выступить на концерте, в связи с плохим состоянием здоровья. После этой даты о нём ничего не известно.

## Работы
Большинство сохранившихся манускриптов его основных работ сейчас находится в Бодлианской библиотеке, в Оксфордском университете. На некоторых манускриптах сохранились автографы Франческо, с указанием даты написания:
- Псалом 51.
- Псалом 110 (Dixit dominus), работа большого формата, для шестидесяти голосов и оркестра. Датирована 1702. Запись этого псалма исполнена Concerto Gallese[4].
- Псалом 122 (Laetatus sum).
- Месса (только части Kyrie и Gloria[5]) Датирована 1703.
- Псалом 50 (Miserere)[6][7].
- Concerti Grossi[8].